# ديفيد كيرنز
ديفيد كيرنز (بالإنجليزية: Dave Cairns)‏ هو كاتب أغاني وعازف قيثارة بريطاني، ولد في 15 نوفمبر 1958 في Walthamstow ‏ في المملكة المتحدة.